# Bandvingad skogsgärdsmyg
Bandvingad skogsgärdsmyg (Henicorhina leucoptera) är en fågel i familjen gärdsmygar inom ordningen tättingar.

## Utbredning och systematik
Fågeln har ett mycket litet utbredningsområde i Anderna i norra Peru och i angränsande områden av allra sydligaste Ecuador. Bandvingad skogsgärdsmyg beskrevs först 1977.

## Levnadssätt
Den förekommer i tät, mossbelupen molnskog på mellan 1,350-2,600 meters höjd, och föredrar framförallt förkrymt dvärgskog på utsatta bergsryggar.

## Status
Arten tros minska i antal, dock inte så pass kraftigt att den kan anses vara hotad. Internationella naturvårdsunionen IUCN listar arten som livskraftig (LC).